# Орлова и Александров
«Орло́ва и Алекса́ндров» — российский многосерийный телефильм, повествующий о многолетнем семейном и творческом союзе Любови Орловой и Григория Александрова. Премьера фильма проходила на Первом канале с 16 по 26 марта 2015 года.

## Сюжет

### 1 серия
1920-е. Дворянская семья Орловых борется за своё существование. Любовь Орлова, торгующая в Москве молоком, знакомится с Александровым и Пырьевым.

### 2 серия
У Орловой умирает отец. Ей приходится выйти замуж за Берзина. Орлову принимают в Музыкальный театр к Немировичу-Данченко. Эйзенштейн оставил театр и начал снимать кино вместе с Александровым.

### 3 серия
Жена Александрова Ольга заводит роман с актёром Тениным. Немирович-Данченко начинает ухаживать за Орловой, но её спасает новый поклонник — немец Франц.

### 4 серия
Ольга пишет доносы на Александрова, в дело вмешивается главный киноначальник Шумяцкий.

### 5 серия
Александров снимает в Гаграх фильм «Весёлые ребята»; съёмки проходят непросто. Орлова заводит новую подругу — Фаину Раневскую.

### 6 серия
Орлова была выбрана на главную роль. В Гагры приезжает Франц и Ольга с сыном, накаляя обстановку до предела.

### 7 серия
ОГПУ проводит обыск у киногруппы и арестовывает сценариста Эрдмана. Но вскоре съёмки «Весёлых ребят» продолжаются.

### 8 серия
Орлова и Александров тайно венчаются в церкви. У Шумяцкого, на обсуждении картины, выносится вердикт, что «Весёлые ребята» не могут быть допущены к показу. Но ситуацию спасает Сталин, которому фильм нравится.

### 9 серия
Александрова обвиняют в музыкальном плагиате. На приёме в Кремле Сталин ухаживает за Орловой и спрашивает у неё, чего та желает. Орлова отвечает, что хочет облегчить участь Берзина. Сталин соглашается помочь. На Лубянке к Орловой пристаёт Берия, но её спасает внезапный звонок Сталина. Утёсов ссорится с главными героями из-за того, что они получили награды за съёмку «Весёлых ребят», а он нет.

### 10 серия
Проходят съёмки кинофильма «Цирк». Авторам сценария не нравится отснятый материал и они убирают свои фамилии из титров. Орлова думает, что Александров хочет сделать из неё Марлен Дитрих, и ссорится со своим супругом. Берия усиленно собирает компромат на них. Шумяцкий заставляет Александрова переснять крупные планы с Орловой, чтобы она выглядела на них моложе.

### 11 серия
Орлова приезжает в Одессу, где ей приходится спасаться от толпы по пожарной лестнице. Шумяцкого жестоко допрашивают на Лубянке, интересуясь антисоветской деятельностью Александрова. Эйзенштейн, Александров и Пырьев встречаются и хотят наладить отношения между собой, но у них это не получается и каждый идёт своим путём в кино. Сталин разрешает главному герою снимать комедию «Волга-Волга». Сценаристом становится Эрдман.

### 12 серия
Орлова беременна, но избавляется от ребёнка из-за боязни за его будущее. Раневскую пытается завербовать ОГПУ, но она не соглашается докладывать о своей подруге. Снимается картина «Волга-Волга». Орлова стала думать, что у Александрова роман с ассистенткой Брошкиной. Арестовывают оператора Нильсена.

### 13 серия
При сдаче «Волги-Волги» Александрову делают поправки. Орлова и Александров празднуют новоселье на даче, пригласив всю съемочную группу. Любовь Орлова ставит Брошкину в неловкое положение и  прощает Александрова. Сталин приглашает к себе Орлову и Александрова. Орловой удается освободиться от ухаживаний Вождя.

### 14 серия
У Александрова депрессия. Во время выступления в Челябинске Орловой дарят отравленные розы. Любовь Орлова на грани жизни и смерти. Узнавший об этом Сталин заставляет Берию найти противоядие. Идут съёмки комедии «Золушка» («Светлый путь»). У Орловой появляется конкурентка — молодая актриса Курочкина. Сталин недоволен новой комедией Александрова и вносит свои изменения.

### 15 серия
По мнению Сталина, «Светлый путь» — самая большая неудача Александрова. Роман Курочкиной и Александрова не складывается. Пырьев даёт совет Александрову сменить в будущих фильмах главную актрису на более молодую. Орлова и Александров едут на гастроли в Прибалтику. Начинается Великая Отечественная война ...

### 16 серия
В Баку Александров снимает «Боевой киносборник № 4» с участием Орловой. 1943 год. В Сталинграде Орлова и Утесов отказываются выступать вместе перед бойцами. В дело вмешивается генерал Чуйков. Сталин запрещает вторую часть фильма «Иван Грозный». У Эйзенштейна случается инфаркт, его навещает Александров. Орлова и Александров едут в Прагу на съемки комедии «Весна». Во время съемок происходит ссора между Раневской и Александровым. Дело спасает Орлова.

## В ролях
| Актёр                | Роль                                   |
| -------------------- | -------------------------------------- |
| Олеся Судзиловская   | Любовь Орлова                          |
| Анатолий Белый       | Григорий Александров                   |
| Николай Добрынин     | Леонид Утёсов                          |
| Юлия Рутберг         | Фаина Раневская                        |
| Виталий Хаев         | Сергей Эйзенштейн                      |
| Андрей Смоляков      | Максим Горький                         |
| Роман Мадянов        | Игорь Ильинский                        |
| Андрей Кайков        | Павел Оленев                           |
| Ольга Павловец       | первая жена Александрова Ольга Иванова |
| Алексей Фатеев       | Иван Пырьев                            |
| Алексей Вертков      | Николай Эрдман                         |
| Людмила Чурсина      | мать Любови Орловой Евгения Николаевна |
| Александра Урсуляк   | сестра Любови Орловой Нонна            |
| Евгений Князев       | Иосиф Сталин                           |
| Адам Булгучев        | Лаврентий Берия                        |
| Борис Хвошнянский    | Борис Шумяцкий                         |
| Ирина Егорова (II)   | Лия Шумяцкая                           |
| Сергей Чирков        | Владимир Нильсен                       |
| Илья Ждаников        | второй режиссёр                        |
| Сергей Сипливый      | Семён Дукельский                       |
| Владимир Коренев     | Немирович-Данченко                     |
| Андрей Анкудинов     | Лев Миронов                            |
| Дмитрий Суржиков     | первый муж Орловой Андрей Берзин       |
| Андрюс Паулавичюс    | Франц                                  |
| Гурам Баблишвили     | Серго Геладзе                          |
| Дмитрий Сухомлинов   | Эдуард Тиссэ                           |
| Евгений Арановский   | Исаак Дунаевский                       |
| Николай Лещуков      | Александр Николаевич Поскрёбышев       |
| Александр Вдовин     | Михаил Иванович Калинин                |
| Игорь Маслов         | нарком Бубнов                          |
| Сергей Ершов         | Молотов                                |
| Александр Бобровский | Федор Шаляпин                          |
| Дмитрий Воронин      | Максим Штраух                          |
| Михаил Карпенко      | Сергей Столяров                        |
| Наталия Потапова     | Наташа горничная                       |
| Ирина Егорова        | Лия Шумяцкая жена наркома              |
| Федор Курихин        |                                        |
| Олег Басилашвили     | от автора                              |

## Съёмочная группа
Режиссёр: Виталий Москаленко